# Amos 5
Amos 5 (Амос 5) — комерційний геостаціонарний телекомунікаційний супутник середнього класу, що належить ізраїльському супутниковому операторові Spacecome (Space-Communication Ltd.). Супутник виготовлений в ВАТ «Інформаційні супутникові системи» імені академіка М.Ф. Решетньова» і поповнив наявну групу телекомунікаційних супутників Амос в точці 17° сх. д.
Космічний апарат призначений для роботи на Африканському континенті і, використовуючи промінь C-діапазону високої потужності і три регіональні промені Ku-діапазону, забезпечуватиме DTH телевізійне мовлення, телефонну службу, транкінг даних, служби на основі VSAT, передачу відео інформації, а також забезпечить транспортну мережу для мобільних операторів.

## Історія та запуск супутника
«Амос-5» став першим міжнародним проектом ВАТ ІДС після виготовлення супутника Sesat, запущеного в 2000 році. Згідно з контрактом вартістю $ 157 млн, ВАТ ІСС повинно було розробити і поставити на орбіті супутник «Амос-5», а також створити наземний сегмент управління, провести навчання персоналу і здійснювати підтримку в процесі експлуатації. При цьому, бортовий ретранслятор і антени повинна була виготовити французько-італійська компанія Thales Alenia Space .
Згідно з контрактом, запуск супутника планувався на початок 2011 року з умовою, що супутник пройде всі необхідні перевірки і буде переданий замовнику на орбіті до кінця березня 2011 року. Тим не менш, через землетрус в квітні 2009 року в Італії з епіцентром у місті Л'Акуїла, в якому був розташований завод з виготовлення комплектуючих для апаратури контрольно-вимірювальних систем і устаткування корисного навантаження, запуск був перенесений на червень 2011 року. Пізніше запуск був знову перенесений на кінець 2011 року через знаходження некондиційних блоків під час проведення тестів супутника.
Запуск супутника був здійснений за допомогою ракети-носія Протон-М з розгінним блоком Бриз-М 11 грудня 2011 року. Запуск був проведений з майданчика 81 (ПУ № 24) космодрому Байконур спільно з космічним апаратом Луч-5А.

## Конструкція
«Амос-5» побудований на супутниковій платформі Експрес-1000Н, яка за своїми питомими технічними та експлуатаційними характеристиками більш ніж у два рази перевершує платформу супутників " Експрес АМ33 / 44 "МСС-767. Однією з особливостей платформи є комбінована система терморегулювання, де застосовується повністю резервований рідинний контур. Устаткування платформи розміщено на сотопанелях (з внутрішньою будовою бджолиних стільників), які в свою чергу кріпляться на ізогридну («вафельну») центральну трубу. На супутнику застосовуються сонячні батареї на основі трикаскадних арсенід-галієвих фотоперетворювачів виробництва ВАТ «НВП „Квант“» (м. Москва), літій-іонні акумуляторні батареї Saft VS 180 виробництва французької компанії Saft і стаціонарні плазмові двигуни СПД-100 виробництва ОКБ Факел (м. Калінінград) для здійснення корекції по довготі та широті.
Вага супутника на орбіті — близько 1800 кг, і він має термін активного існування понад 15 років. Потужність передається корисного навантаження — 5600 Вт.
Конструкція модуля корисного навантаження з сотопанелей з вбудованими тепловими трубами і зовнішнім рідинним контуром спроектована і виготовлена ВАТ ІДС. Телекомунікаційне обладнання було виготовлено і встановлено на підприємствах Thales Alenia Space в Тулузі (Франція).
Корисне навантаження космічного апарата «АМОС-5» включає чотири променя:
- Один промінь C-діапазону з 14 транспондерами по 72 МГц і 4 транспондерами по 36 МГц. Промінь призначений для роботи в Африканському регіоні з доступом в Європі і на Близькому Сході. ЕІВП стовбурів: 45.5 дБВт, G / T (добротність стволів): 1.0 дБ / К;
- Три промені Ku-діапазону з 18 транспондерами по 72 МГц. Промені також призначені для роботи на Африканському континенті з доступом до Європи і на Близький Схід. ЕІВП стовбурів: 52.5-53.5 дБВт, G / T: 7.0 — 8.0 дБ / К ;

Таким чином досягається можливість прямого обміну даними між Африкою, Європою і Близьким Сходом. Крім того, по два транспондера по 72 МГц в кожному діапазоні працюють в крос-діапазоні режимів, тобто дозволяють трансформувати сигнал з частоти одного діапазону (канал Земля — Супутник) в частоту іншого (Супутник — Земля).